# Rio dos Remédios
O rio dos Remédios é um curso d'água que corta a cidade de Novo Horizonte, na Chapada Diamantina, região central do estado brasileiro da Bahia.
Em 2018, por conta do excesso de chuvas e alimentado por seus muitos afluentes, o rio protagonizou cenas de destruição na cidade de Novo Horizonte. Em 2021 moradores servidos pela Barragem do Zabumbão pleitearam, junto ao governo estadual, a construção de barragem no rio dos Remédios, como medida capaz de atender à demanda hídrica do vale do Paramirim.
É um afluente da margem direita do Paramirim, e tem as nascentes de sua sub-bacia em Novo Horizonte, Brotas de Macaúbas e Ipupiara, possuindo "grandes remanescentes de vegetação" com "predomínio de aquífero metassedimentar" e com "balanço hídrico preocupante", sendo seu principal uso na irrigação e, em menor parcela, o humano, sendo a área atravessada pela BR-242, o que representa um risco adicional ao manancial.